# Mistrzostwa Świata Kobiet w Biegach Ulicznych 1985
3. Mistrzostwa Świata Kobiet w Biegach Ulicznych – zawody lekkoatletyczne zorganizowane pod egidą IAAF w Gateshead w 1985 roku. Rywalizowano w biegu na dystansie 15 kilometrów. 

## Rezultaty
| Konkurencja:  | 1. miejsce                                                  | Rezultat | 2. miejsce                                                   | Rezultat | 3. miejsce                                                          | Rezultat |
| Indywidualnie | Aurora Cunha                                                | 49:17    | Judi St. Hilaire                                             | 49:25    | Carole Bradford                                                     | 49:59    |
| Drużynowo     | Wielka Brytania · Carole Bradford · Paula Fudge · Wendy Sly | 19 pkt.  | ZSRR · Ludmiła Matwiejewa · Marija Wasiluk · Jelena Sipatowa | 20 pkt.  | Stany Zjednoczone · Judi St. Hilaire · Nancy Ditz · Carol McLatchie | 36 pkt.  |